# Roman Jakóbczak
Roman Jozef Jakóbczak (* 26. Februar 1946 in Września) ist ein ehemaliger polnischer Fußballspieler.

## Karriere

### Verein
Jakóbczak begann seine Karriere in der Jugendmannschaft des Vereins Zjednoczeni Września in seiner Heimatstadt. Seine erste Station im Seniorenbereich war 1965 Czarni Żagań, bevor er nach nur einem Jahr zu Śląsk Wrocław wechselte. Nach drei Spielzeiten in Niederschlesien schloss er sich 1969 Pogoń Stettin an. 1972 wechselte er zu Lech Posen. Für diesen Verein absolvierte er in fünf Jahren 112 Ligaspiele, in denen er 33 Tore erzielte.
Nachdem er mit Erreichen des 30. Lebensjahres die Möglichkeit zu einem Wechsel ins Ausland bekam, ging er 1976 nach Frankreich, wo er in vier Spielzeiten für vier verschiedene Clubs spielte.
Im Sommer 1980 kehrte Jakóbczak zu Lech Posen zurück, bestritt jedoch keine Ligaspiele mehr. Nach einer 0:2-Niederlage gegen seinen ehemaligen Verein Pogoń Stettin am 10. September 1980 und dem damit verbundenen Ausscheiden aus dem polnischen Pokalwettbewerb beendete er seine Profikarriere.

### Trainer
Von April bis Oktober 1993 übernahm Roman Jakóbczak das Traineramt bei Lech Posen und führte den Club zur Meisterschaft der Saison 1992/93.

### Nationalmannschaft
Zwischen 1974 und 1976 bestritt Jakóbczak fünf Spiele für die polnische Nationalmannschaft, in denen er zwei Tore erzielte.
Bei der Fußball-Weltmeisterschaft 1974 gehörte er zum Kader der polnischen Mannschaft, wurde im Verlauf des Turniers jedoch nicht eingesetzt.

## Erfolge
- WM-Teilnahme 1974 (3. Platz)
- Polnische Meisterschaft 1992/93